# Alfred D. Sieminski

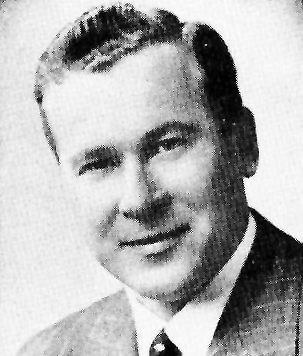
Alfred D. Sieminski

Alfred Dennis Sieminski (* 23. August 1911 in Jersey City, New Jersey; † 13. Dezember 1990 in Vienna, Virginia) war ein US-amerikanischer Politiker. Zwischen 1951 und 1959 vertrat er den Bundesstaat New Jersey im US-Repräsentantenhaus.

## Werdegang
Alfred Sieminski besuchte die öffentlichen Schulen seiner Heimat und absolvierte danach die New York Military Academy sowie die Hun School in Princeton. Bis 1934 studierte er dann an der Princeton University. Daran schloss sich bis 1936 ein Jurastudium an der Harvard University an. Ab 1937 war er Vizepräsident der Firma Brunswick Laundry. Zwischen 1942 und 1950, also auch während des Zweiten Weltkrieges, diente Sieminski in der US Army. Dabei wurde er unter anderem in Italien eingesetzt. Danach war er bis 1946 Hauptmann bei den in Österreich stationierten Truppen. Anschließend wurde er nach Korea geschickt. Im Jahr 1950 schied er als Major aus dem aktiven Militärdienst aus. Danach gehörte er der Reserve der Armee an, bei der er im Jahr 1956 zum Oberstleutnant befördert wurde.
Politisch schloss sich Sieminski der Demokratischen Partei an. Bei den Kongresswahlen des Jahres 1950 wurde er im 13. Wahlbezirk von New Jersey in das US-Repräsentantenhaus in Washington, D.C. gewählt, wo er am 3. Januar 1951 die Nachfolge von Mary Teresa Norton antrat. Nach drei Wiederwahlen konnte er bis zum 3. Januar 1959 vier Legislaturperioden im Kongress absolvieren. In diese Zeit fielen der Beginn des Kalten Krieges, der Koreakrieg und innenpolitisch die Bürgerrechtsbewegung.
1958 wurde Alfred Sieminski nicht wiedergewählt. Nach dem Ende seiner Zeit im US-Repräsentantenhaus war er Vizepräsident der Hun School; er befasste sich ferner mit Projekten zur Verbesserung des Bildungswesens. Zwischen 1962 und 1973 arbeitete er für die Medical and General Reference Library der Veterans Administration in Washington. Alfred Sieminski starb am 13. Dezember 1990.